# Artur Szpilka
Artur Szpilka (ur. 12 kwietnia 1989 w Wieliczce) – polski bokser oraz zawodnik mieszanych sztuk walki (MMA) wagi ciężkiej.

## Kariera bokserska

### Wczesne lata
Jako nastolatek trenował różne dyscypliny sportowe, m.in. karate i kung-fu. W wieku ok. 12–13 lat krótkotrwale uczęszczał na zajęcia bokserskie w klubie Górnik Wieliczka. Ponownie do tej dyscypliny i wyczynowego uprawiania pięściarstwa trafił po kilku latach, wówczas był chuliganem identyfikującym się z klubem Wisła Kraków (jak sam przyznał nie interesowały go mecze piłkarskie) i brał udział w tzw. ustawkach – umówionych przez uczestników nielegalnych bójkach pomiędzy zwaśnionymi pseudokibicami. Przypadkowo w chwili konfrontacji z kibicem lokalnego rywala – Cracovii, trener boksu z Wieliczki Włodzimierz Ćwierz zaproponował obu rywalom starcie w ringu. Szkoleniowiec, który wcześniej znał i ćwiczył Szpilkę w jego pierwszym epizodzie z boksem, po raz drugi został jego trenerem i wychowawcą w tej dyscyplinie.
Jako 19-latek sięgnął po amatorskie mistrzostwo Polski wagi ciężkiej w zawodach rozgrywanych w Dąbrowie Górniczej, wygrywając w finale z Mariuszem Welcem. Ponadto m.in. wygrał turniej O Złotą Rękawicę Wisły, zdobył wicemistrzostwo Europy kadetów, osiągnął ćwierćfinał mistrzostw świata juniorów, mistrzostwo Polski seniorów.

### 2008–2011

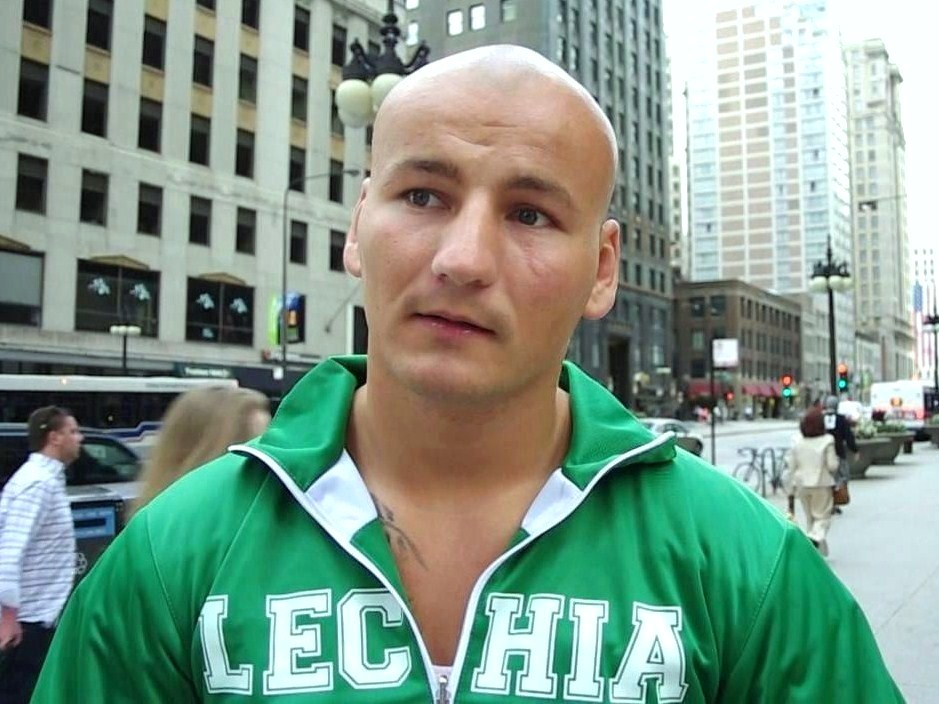
Artur Szpilka w Chicago w bluzie Lechii Gdańsk (2009)

W lutym 2008 nie zdołał uzyskać kwalifikacji na turniej bokserski letnich Igrzysk Olimpijskich 2008 w Pekinie. Po tym niepowodzeniu podpisał kontrakt zawodowy. Pierwsze pięć zawodowych walk stoczył w kategorii junior ciężkiej (do 91 kg). W październiku 2009 r. miał stoczyć kolejny pojedynek z Wojciechem Bartnikiem, ale 23 października podczas oficjalnego ważenia został zatrzymany, a następnie osadzony w zakładzie karnym w Tarnowie, gdyż uprawomocnił się wyrok 18 miesięcy pozbawienia wolności za pobicie.
Po wyjściu z zakładu karnego przeszedł do kategorii ciężkiej. 25 czerwca 2011, podczas „Wojak Boxing Night” stoczył swoją pierwszą walkę w wadze ciężkiej, wygrywając błyskawicznie w pierwszej rundzie przez nokaut. Podpisał kontrakt zawodowy z grupą Bullit KnockOut Promotions. W kolejnej swojej walce ponownie wygrał przez nokaut w pierwszej rundzie. 15 października 2011, podczas kolejnej gali „Wojak Boxing Night” w Katowicach, pokonał Owena Becka przez techniczny nokaut po trzeciej rundzie pojedynku.
5 listopada 2011 Szpilka stoczył pojedynek z Amerykaninem Davidem Saulsberrym. Mimo że Polak w pierwszej rundzie, po raz pierwszy w zawodowej karierze, był liczony, to w drugim starciu znokautował swojego przeciwnika. Tuż po tej walce Szpilka został po raz pierwszy uwzględniony w rankingu federacji WBC, gdzie sklasyfikowano go na 33. pozycji.
W listopadzie 2011 bokser poddał się operacji lewej dłoni. Na 3 lutego 2012 zakontraktowano kolejną walkę w Stanach Zjednoczonych, a rywalem Szpilki miał zostać Terrance „Big Jim” Marbra, jednak walka została przesunięta ze względu na problemy z lokalizacją gali i ostatecznie odbyła się 24 marca 2012 podczas gali „Heavyweight Regeneration”. Szpilka odniósł w niej błyskawiczne zwycięstwo przez techniczny nokaut w pierwszej rundzie pojedynku.

### 2012–2014

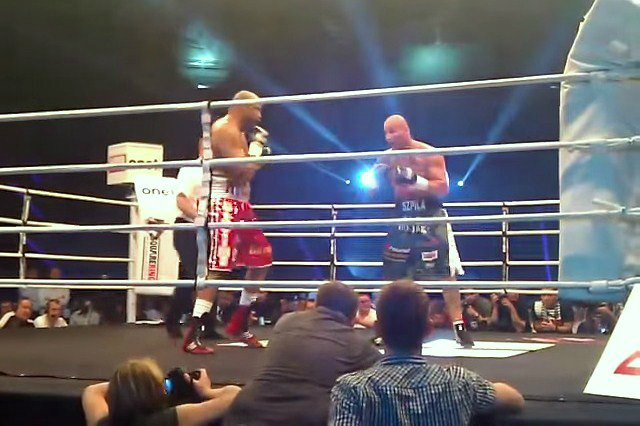
Artur Szpilka (po prawej) w walce w kategorii ciężkiej z Jameelem McCline'em, 30 czerwca 2012

Pod koniec marca 2012 menadżer boksera, Andrzej Wasilewski poinformował, że Szpilka będzie sparingpartnerem dla mistrza świata, Wołodymyra Kłyczko w czerwcu 2012. Pod koniec maja 2012 sparingi zostały odwołane w związku z planowanymi dwiema walkami Szpilki w tym samym miesiącu.
Po wygranej walce 2 czerwca 2012 z Argentyńczykiem Gonzalo Omarem Basile i zdobyciu dwóch pierwszych zawodowych pasów: „Silver WBC Youth” i „Silver WBC Baltic” awansował z 36. na 25. pozycję w rankingu WBC. W rankingach WBA, WBO i IBF nie jest sklasyfikowany.
1 lutego 2013 Artur Szpilka pokonał Mike’a Mollo, mimo że w pierwszej oraz czwartej rundzie Polak zaliczył nokdaun. W piątym starciu sędzia odebrał Amerykaninowi punkt za pchanie rywala. Piętnaście sekund przed końcem szóstej rundy, Szpilka znokautował przeciwnika. Zaplanowana pierwotnie na 23 lutego, a zatem trzy tygodnie później, walka z Krzysztofem Zimnochem podczas gali „Polsat Boxing Night II”, została następnie odwołana z uwagi na zbyt krótki czas potrzebny na odpoczynek dla Szpilki. 20 kwietnia 2013 w Hali Podpromie w Rzeszowie pokonał Ukraińca Tarasa Bidenkę, w wyniku poddania walki, na skutek kontuzji kolana Ukraińca. 15 czerwca 2013 Szpilka pokonał Briana Minto jednogłośnie na punkty, stosunkiem 98:92, 100:90 oraz 98:93. Stawką pojedynku był tymczasowy pas WBC Baltic. 16 sierpnia 2013 Szpilka wygrał rewanżową walkę z Mikiem Mollo przez techniczny nokaut w piątej rundzie.
25 stycznia 2014 Szpilka poniósł pierwszą porażkę w zawodowej karierze, gdy w nowojorskiej hali Madison Square Garden uległ Bryantowi Jenningsowi przez techniczny nokaut w dziesiątej rundzie pojedynku. Gaża Szpilki za tę walkę wyniosła 100 tys. dolarów. 8 listopada 2014 Artur Szpilka jednogłośną decyzją sędziów zwyciężył z Tomaszem Adamkiem na gali boksu w Krakowie („Polsat Boxing Night III”). Gaża Szpilki za tę walkę wyniosła 425 tysięcy złotych.

### 2015–2020
W styczniu 2015 Szpilka podpisał kontrakt z Alem Haymonem, a nowym trenerem pięściarza został Ronnie Shields. 24 kwietnia 2015 w Chicago znokautował w drugiej rundzie Amerykanina Ty Cobba. 12 czerwca 2015 w Chicago wygrał przez techniczną decyzję sędziów w trzeciej rundzie z Amerykaninem Manuelem Quezadem. 14 sierpnia 2015 na gali w Newark pokonał przez techniczną decyzję sędziów w trzeciej rundzie Kubańczyka Yasmany Consuegrę.
16 stycznia 2016 w walce o pas WBC mistrza świata wagi ciężkiej został ciężko znokautowany w 9. rundzie przez mistrza – Deontaya Wildera, opuścił ring na noszach, po czym trafił do szpitala na badania lekarskie.
15 lipca 2017 w Nowym Jorku doszło do walki Szpilki z polsko-amerykańskim pięściarzem Adamem Kownackim reprezentującym Rzeczpospolitą Polską. W powrocie na ring po półtorarocznej przerwie był faworytem. W czwartej rundzie padł na deski, po czym wstał, ale Kownacki zasypał go gradem ciosów, a sędzia przerwał pojedynek. Wkrótce potem, w sierpniu 2017 przeszedł operację kontuzjowanej ręki, a zabieg był przeprowadzony przez prof. Igora Rosello, który operował rękę Roberta Kubicy po jego wypadku. 
W międzyczasie pięściarz zaczął rozważać walkę w MMA, co potwierdził podczas gali KSW 41: Mańkowski vs. Soldić. W trakcie tego wydarzenia Tomasz Oświeciński pokonał Pawła „Popka” Mikołajuwa, a po walce wyzwał na kolejny pojedynek Szpilkę. Ten z kolei szybko zareagował, wszedł do klatki i powalił siedzącego na krzesełku Oświecińskiego, wobec czego interweniować musiała ochrona. Zamiary boksera oraz jego postawę ostro krytykował promotor Andrzej Wasilewski.
Niespełna rok później, 25 maja 2018 w pojedynku podczas Narodowej Gali Boksu, zorganizowanej na Stadionie Narodowym w Warszawie pokonał jednogłośną decyzją sędziów Dominicka Guinna, który po walce ogłosił zakończenie kariery. 10 listopada 2018 w Gliwicach pokonał niejednogłośnie na punkty Mariusza Wacha; w tej walce był prowadzony przez trenera Andrzeja Gmitruka, który 10 dni później poniósł śmierć.
20 lipca 2019 został znokautowany w drugiej rundzie przez Derecka Chisorę na gali w londyńskiej O2 Arenie. Pojedynek był zakontraktowany na dziesięć rund.
26 października 2019 roku w Sosnowcu znokautował w pierwszej rundzie Włocha Fabio Tuiacha. Po pojedynku ogłosił powrót do kategorii junior ciężkiej.

### Powrót do wagi cruiser
7 marca podczas gali Knockout Boxing Night 10 w Łomży, w swojej pierwszej walce po powrocie do wagi junior ciężkiej, pokonał na punkty Siergieja Radczenkę (7-6, 2 KO). Sędziowie punktowali na jego korzyść 95-93, 94-94, 95-92. W trakcie pojedynku Szpilka dwukrotnie był liczony (w rundzie trzeciej i piątej), a sam werdykt sędziowski wzbudził mnóstwo kontrowersji – większość ekspertów uznała, że zwycięstwo należało się Ukraińcowi.

### Walka o pas WBC International kategorii bridger
30 maja 2021 roku w Rzeszowie zawalczył o pas WBC International nowej kategorii wagowej bridger z Łukaszem Różańskim (14-0, 13 KO). Po kilku sekundach pojedynku miał swojego rywala na deskach, ale następnie sam znalazł się na macie ringu aż trzy razy i przegrał pojedynek przez nokaut już w pierwszej rundzie.

## Waga i ranking
Przed walkami w 2014 jego waga wynosiła ok. 101 kg (we wcześniejszych latach oscylowała w granicach 105–108 kg). Przed walką 25 maja 2018 legitymował się wagą 111,6 kg.
Dzięki zwycięstwu z Tomaszem Adamkiem awansował na 17. miejsce na liście najlepszych pięściarzy świata wagi ciężkiej portalu boxrec.com.
29 listopada 2014, w związku z porażką Derecka Chisory z Tysonem Furym i spadkiem tego pierwszego na 17. miejsce Artur Szpilka awansował na 16. miejsce na liście najlepszych pięściarzy świata wagi ciężkiej portalu boxrec.com.

## Kariera MMA

### Debiut w MMA dla KSW
29 marca 2022 Martin Lewandowski – jeden z właścicieli Konfrontacji Sztuk Walki (KSW), największej polskiej organizacji promującej mieszane sztuki walki (MMA) potwierdził za pomocą mediów społecznościowych, że Szpilka podpisał kontrakt z tą federacją. 19 maja KSW oficjalnie ogłosiło galę KSW 71: Ziółkowski vs. Rajewski w Toruniu, zaplanowaną na termin dnia 18 czerwca 2022, na której w jednej z głównych walk wieczoru ma zadebiutować popularny Szpila w starciu z byłym rywalem z boksu, Ukraińcem Serhijem Radczenko. Debiutancka walka Szpilki zakończyła się jego zwycięstwem przez TKO w drugiej rundzie, po tym jak w parterze zmusił Ukraińca do odklepania po mocnym łokciu na twarz.

### High League
12 lipca 2022 High League, federacja typu freak show fight ogłosiła zakontraktowanie Artura Szpilki oraz jego walki na galę High League 4: Natsu vs. Lexy 2, która odbyła się 17 września 2022 w Arenie Gliwice. Parę dni później, organizacja High League przedstawiła zestawienie Artura „Szpili” Szpilki z Denisem „Bad Boyem” Załęckim. Szpilka zwyciężył przez techniczny nokaut w pierwszej rundzie (kontuzja kolana Załęckiego). Po zakończeniu walki ogłosił, że odpuszcza pojedynki typu freak show fight.

### Dalsze walki w KSW
21 stycznia 2023 w głównej walce wieczoru gali XTB KSW 78 w Szczecinie, miał zmierzyć się z czołowym kick-bokserem, Arkadiuszem Wrzoskiem. 16 listopada 2022 ogłoszono, że wypadł z karty walk przez kontuzję kręgosłupa.
Podczas gali XTB KSW Colosseum 2, która odbyła się 3 czerwca 2023 na warszawskim Stadionie PGE Narodowym stoczył walkę z Mariuszem Pudzianowskim. Szpilka mimo problemów w pierwszej rundzie tego pojedynku ostatecznie wygrał z rywalem w następnej przez TKO, po tym jak trafił popularnego Pudziana lewym sierpowym i dobił uderzeniami w parterze.
11 maja 2024 w gdańsko-sopockiej Ergo Arenie, podczas gali XTB KSW 94 stoczył niedoszłą walkę z Arkadiuszem Wrzoskiem. Przegrał przez techniczny nokaut w zaledwie 14 sekund od rozpoczęcia pojedynku, notując pierwszą porażkę w formule MMA.
26 kwietnia 2025 podczas gali XTB KSW 105 w Gliwicach zmierzył się z doświadczonym kick-bokserem, Errolem Zimmermanem. Szpilka poddał Holendra duszeniem trójkątnym rękoma już w pierwszej rundzie.

## Lista zawodowych walk w MMA
| Wynik     | Bilans | Przeciwnik (bilans przed walką)  | Rozstrzygnięcie                                  | Runda | Czas | Rozgrywki                               | Data       | Miejsce      | Uwagi                                         |
| --------- | ------ | -------------------------------- | ------------------------------------------------ | ----- | ---- | --------------------------------------- | ---------- | ------------ | --------------------------------------------- |
| Wygrana   | 4-1    | Errol Zimmerman (1-1)            | Poddanie (duszenie trójkątne rękoma)             | 1     | 1:49 | XTB KSW 105: Bartosiński vs. Grzebyk 2  | 26.04.2025 | Gliwice      | Co-Main Event                                 |
| Przegrana | 3-1    | Arkadiusz Wrzosek (4-0)          | TKO (ciosy pięściami)                            | 1     | 0:14 | XTB KSW 94: Bartosiński vs. Michaliszyn | 11.05.2024 | Gdańsk/Sopot | Co-Main Event                                 |
| Wygrana   | 3-0    | Mariusz Pudzianowski (17-8. 1NC) | TKO (lewy sierpowy i ciosy pięściami w parterze) | 2     | 0:31 | XTB KSW 83: Colosseum 2                 | 03.06.2023 | Warszawa     | Co-Main Event                                 |
| Wygrana   | 2-0    | Denis Załęcki (0-1)              | TKO (kontuzja kolana)                            | 1     | 0:40 | High League 4: Natsu vs. Lexy 2         | 17.09.2022 | Gliwice      | Co-Main Event                                 |
| Wygrana   | 1-0    | Serhij Radczenko (2-1)           | TKO (poddanie po ciosie łokciem w parterze)      | 2     | 2:52 | KSW 71: Ziółkowski vs. Rajewski         | 18.06.2022 | Toruń        | Debiut w MMA. Walka w umownym limicie -105 kg |

## Lista zawodowych walk w boksie
| Wynik     | Rekord | Przeciwnik (bilans przed walką) | Rozstrzygnięcie | Runda      | Data       | Miejsce                                                 | Uwagi                                                             |
| --------- | ------ | ------------------------------- | --------------- | ---------- | ---------- | ------------------------------------------------------- | ----------------------------------------------------------------- |
| Przegrana | 24–5   | Łukasz Różański (13-0)          | KO              | 1/10 1:45  | 30.05.2021 | Hala Podpromie, Rzeszów                                 | Pojedynek o pas mistrza WBC International kategorii bridger       |
| Wygrana   | 24-4   | Serhij Radczenko (7-5)          | MD              | 10/10      | 7.03.2020  | Hala Sportowa im. Olimpijczyków, Łomża                  | Powrót do wagi junior ciężkiej                                    |
| Wygrana   | 23-4   | Fabio Tuiach (29-6)             | KO              | 1/10 1:35  | 26.10.2019 | Hala Sportowa Żeromskiego 9, Sosnowiec                  |                                                                   |
| Przegrana | 22-4   | Dereck Chisora (30-9)           | KO              | 2/10 1:01  | 20.07.2019 | 02 Arena, Londyn                                        |                                                                   |
| Wygrana   | 22-3   | Mariusz Wach (33-3)             | SD              | 10/10      | 10.11.2018 | Arena Gliwice, Gliwice                                  |                                                                   |
| Wygrana   | 21-3   | Dominick Guinn (35-11-1)        | UD              | 10/10      | 25.05.2018 | Stadion Narodowy, Warszawa                              | Walka wieczoru Narodowej Gali Boksu                               |
| Przegrana | 20-3   | Adam Kownacki (15-0)            | TKO             | 4/10 1:30  | 15.07.2017 | Nassau Veterans Memorial Coliseum, Uniondale, Nowy Jork |                                                                   |
| Przegrana | 20-2   | Deontay Wilder (35-0)           | KO              | 9/12 2:24  | 16.01.2016 | Barclays Center, Nowy Jork                              | Walka o tytuł mistrza świata WBC                                  |
| Wygrana   | 20-1   | Yasmany Consuegra (17-1)        | RTD             | 2/8 3:00   | 14.08.2015 | Prudential Center, Newark, New Jersey                   |                                                                   |
| Wygrana   | 19-1   | Manuel Quezada (29-9)           | RTD             | 3/8 3:00   | 12.06.2015 | UIC Pavilion, Chicago, Illinois                         |                                                                   |
| Wygrana   | 18-1   | Ty Cobb (18-6)                  | KO              | 2/8 1:46   | 24.04.2015 | UIC Pavilion, Chicago, Illinois                         |                                                                   |
| Wygrana   | 17-1   | Tomasz Adamek (49-3)            | UD              | 10/10      | 08.11.2014 | Kraków Arena, Kraków                                    | Zdobył pas Polsat Boxing Night                                    |
| Przegrana | 16-1   | Bryant Jennings (17-0)          | TKO             | 10/10 2:20 | 25.01.2014 | Madison Square Garden, Nowy Jork                        |                                                                   |
| Wygrana   | 16-0   | Mike Mollo (20-4-1)             | TKO             | 5/10 1:41  | 16.08.2013 | U.S. Cellular Field, Chicago                            |                                                                   |
| Wygrana   | 15-0   | Brian Minto (37-5)              | UD              | 10/10      | 15.06.2013 | Hala Łuczniczka, Bydgoszcz                              | Zdobył tymczasowy pas WBC Baltic wagi ciężkiej                    |
| Wygrana   | 14-0   | Taras Bidenko (28-5)            | RTD             | 2/10 3:00  | 20.04.2013 | Hala Podpromie, Rzeszów                                 |                                                                   |
| Wygrana   | 13-0   | Mike Mollo (20-3-1)             | KO              | 6/8 2:45   | 01.02.2013 | UIC Pavilion, Chicago                                   |                                                                   |
| Wygrana   | 12-0   | Jameel McCline (41-11-3)        | UD              | 10/10      | 30.06.2012 | Atlas Arena, Łódź                                       |                                                                   |
| Wygrana   | 11-0   | Gonzalo Omar Basile (54-6)      | TKO             | 4/10 1:43  | 02.06.2012 | Hala Łuczniczka, Bydgoszcz                              | Zdobył pasy WBC Youth Silver oraz WBC Baltic Silver wagi ciężkiej |
| Wygrana   | 10-0   | Terrance Marbra (6-1)           | TKO             | 1/6 2:46   | 24.03.2012 | Atlantic City                                           |                                                                   |
| Wygrana   | 9-0    | David Saulsberry (7-3)          | KO              | 2/6 1:09   | 05.11.2011 | Mohegan Sun Casino, Uncasville                          |                                                                   |
| Wygrana   | 8-0    | Owen Beck (29-8)                | RTD             | 4/6 3:00   | 15.10.2011 | Spodek, Katowice                                        |                                                                   |
| Wygrana   | 7-0    | David Williams (6-4-1)          | KO              | 1/4 1:53   | 29.07.2011 | Mohegan Sun Casino, Uncasville                          |                                                                   |
| Wygrana   | 6-0    | Ramiz Hadžiaganović (8-0)       | KO              | 1/4 0:33   | 25.06.2011 | Hala Podpromie, Rzeszów                                 | Debiut w kategorii ciężkiej                                       |
| Wygrana   | 5-0    | Jeremy May (0-1)                | KO              | 1/4 1:20   | 31.07.2009 | Seminole Hard Rock Hotel and Casino, Hollywood          |                                                                   |
| Wygrana   | 4-0    | Zoltán Kállai (10-13-7)         | PTS             | 4/4        | 16.05.2009 | Gran Teatro, Rzym                                       |                                                                   |
| Wygrana   | 3-0    | Viktor Szalai (10-17-1)         | TKO             | 1/4 1:46   | 28.02.2009 | Lublin                                                  |                                                                   |
| Wygrana   | 2-0    | Mihály Német (9-11-1)           | TKO             | 2/4 0:53   | 29.11.2008 | Spodek, Katowice                                        |                                                                   |
| Wygrana   | 1-0    | Senul Cetin (1-3)               | UD              | 4/4        | 18.10.2008 | Hala MOSiR, Zabrze                                      | Debiut w boksie                                                   |

Legenda: TKO – techniczny nokaut, KO – nokaut, UD – jednogłośna decyzja, SD- niejednogłośna decyzja, MD – decyzja większości, PTS – walka zakończona na punkty, RTD – techniczna decyzja sędziów

## Życie prywatne
Jego matką jest Jolanta Ziemiecka, zaś ojciec zmarł, gdy Artur Szpilka miał trzy lata. Ma dwóch braci i dwie siostry. Partnerką życiową Artura Szpilki jest Kamila Wybrańczyk, znana w internecie jako „Kamiszka”.

## Wyroki karne
Artur Szpilka został skazany przez sąd w Myślenicach za udział w bójce koło dyskoteki w Wiśniowej. Pięściarz został skazany na 18 miesięcy pozbawienia wolności za pobicie, nie zgłosił się dobrowolnie do odbycia kary, wskutek czego 23 października 2009 r. po prawie trzech latach od zdarzenia i uprawomocnieniu się wyroku został zatrzymany. Po początkowym pobycie w Areszcie Śledczym przy ul. Montelupich w Krakowie, odbył karę pozbawienia wolności w Zakładzie Karnym w Tarnowie (dokąd został przeniesiony w związku z faktem grypsowania). Opuścił zakład karny 22 kwietnia 2011.
W czerwcu 2011 r., przed Sądem Rejonowym w Tarnowie, rozpoczął się kolejny proces sądowy pięściarza. Prokuratura oskarżyła go o naruszenie nietykalności cielesnej funkcjonariusza Służby Więziennej i jego słowne znieważenie (art. 222 k.k.). 23 czerwca 2010 r., podczas odbywania kary pozbawienia wolności w Zakładzie Karnym w Tarnowie, osadzony Szpilka miał popchnąć funkcjonariusza ręką w bark i odezwać się przy tym: „Co się patrzysz frajerze?”. Bokser nie przyznał się do winy. W kwietniu 2012 r. sąd ukarał Szpilkę grzywną w wysokości 15 tys. zł i tym samym nie przychylił się do wniosku prokuratora, który żądał dla niego kary pół roku więzienia. Przy wyrokowaniu sąd na korzyść oskarżonego poczytał jego poprawę zachowania w ostatnich latach oraz rozwijającą się karierę bokserską. Jednakże jeśli w wyniku apelacji kara zostałaby zmieniona, Szpilka zostałby skazany choćby na karę więzienia w zawieszeniu, wówczas ponownie trafi do więzienia (musiałby wtedy odbyć jeszcze poprzedni wyrok siedmiu miesięcy więzienia za pobicie).
Po zakontraktowaniu walki z Bryantem Jenningsem, 12 stycznia 2014 po przylocie na lotnisko Chicago-O’Hare Szpilka został zatrzymany przez amerykański urząd imigracyjny i skierowany do powrotu do Europy z uwagi na braki w dokumentach. Po załatwieniu spraw formalnych 17 stycznia 2014 ponownie udał się w podróż do USA i otrzymał pozwolenie na przekroczenie tamtejszej granicy.

## Odniesienia w kulturze masowej
- Krakowska grupa hip-hopowa „Firma” stworzyła w 2010 utwór muzyczny zatytułowany „Uliczne pięści / Szpila ma moc”, poświęcony osobie boksera[78]. Członkowie grupy wykonywali go w trakcie każdorazowego wejścia Szpilki do ringu przed walką. Od rewanżowej walki z Mikiem Mollo utworem wprowadzającym Szpilkę na ring jest piosenka „Polska” z płyty Polska (urodziłem się w Polsce) grupy Złe Psy[24][79].
- W 2012 wziął udział w projekcie „Drużyna Mistrzów”, wspólnej akcji artystów hip-hipowych oraz sportowców, propagującej uprawianie sportu i pozytywnej strony życia, którą sygnował raper Bosski Roman oraz promotor rugby Artur Pszczółkowski[80].
- Szpilka podjął współpracę z firmą Diil Gang, związaną z grupą hiphopową Hemp Gru[81].